# Hydroides minax
Hydroides minax är en ringmaskart som först beskrevs av Grube 1878.  Hydroides minax ingår i släktet Hydroides och familjen Serpulidae. Inga underarter finns listade i Catalogue of Life.